# Leucangium carthusianum

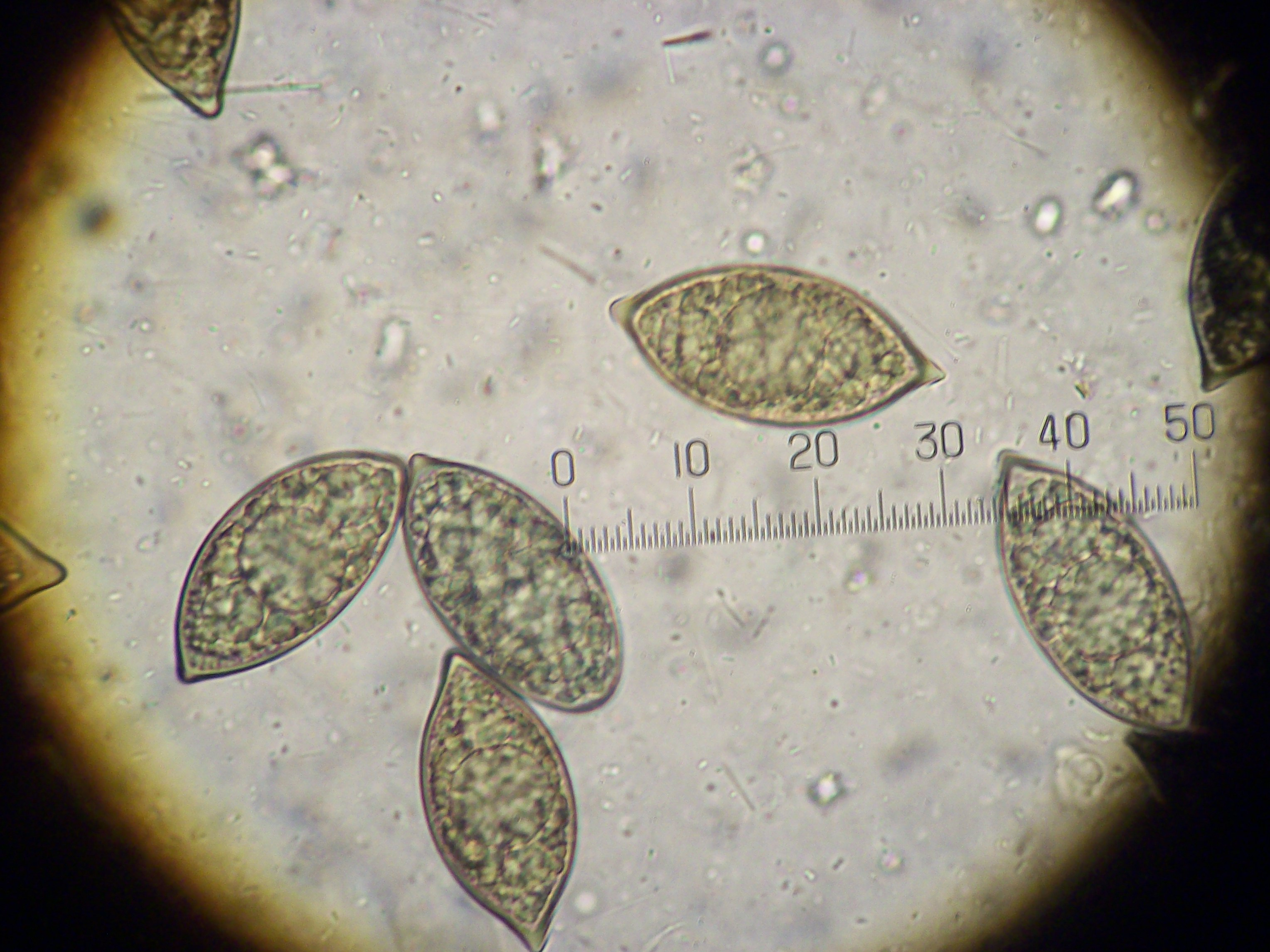
Zarodniki

Leucangium carthusianum (Tul. & C. Tul.) Paol. – gatunek grzybów z rodziny smardzowatych (Morchellaceae)

## Systematyka i nazewnictwo
Pozycja w klasyfikacji według Index Fungorum: Leucangium, Morchellaceae, Pezizales, Pezizomycetidae, Pezizomycetes, Pezizomycotina, Ascomycota, Fungi.
Po raz pierwszy opisali go w 1862 r. Louis René Tulasne i Charles Tulasne, nadając mu nazwę Picoa carthusiana. W 1889 r. Giulio Paoletti przeniósł go do rodzaju Leucangium.
. Synonimy:
- Leucangium carthusianum var. purpureum L. Fan & M. Chen 2018
- Picoa carthusiana Tul. & C. Tul. 1862

## Morfologia
Owocnik
Kształt zbliżony do kulistego, średnica 28–30 mm, zewnętrzna powierzchnia czarna, szorstka, liszajowata lub miejscami nieco brodawkowata. Gleba początkowo biaława, później fioletowo-brązowa, na koniec szarobrązowa. Zapach silny, raczej nieprzyjemny. Perydium składające się z pojedynczej warstwy strzępek o teksturze subglobulosa/angularis, grubości 17–58 µm, brązowawe, ze ścianami zbudowanymi z komórek o ścianach inkrustowanych ciemnobrązowym lub czarnobrązowym pigmentem
Cechy mikroskopowe
Gleba zbudowana ze szklistych strzępek, które z wiekiem brązowieją. Worki niemal kuliste lub szeroko maczugowate, o wymiarach 104–150 × 78–90 µm, 8-zarodnikowe, nieamyloidalne. Wstawek brak. Askospory wrzecionowate 58–86 × (22) 25–31 µm, Q = 2,1–3, z małą porą rostkową przy każdym biegunie, początkowo szkliste, w stanie dojrzałym brązowe, gładkie, o grubości ścianki1,5–2 µm, z jedną lub dwiema dużymi gutulami w towarzystwie innych mniejszych.

## Występowanie i siedlisko
Podano nieliczne stanowiska w Ameryce Północnej, Europie i Azji. W Polsce stanowiska tego gatunku podano w 2020 r. w Pieninach.
Grzyb podziemny. Występuje w lasach w ściółce pod drzewami. Związany jest z drzewami iglastymi, zbierano go pod jodłą pospolitą, świerkiem pospolitym i Pseudotsuga mensiezi.